# Samuel Scott

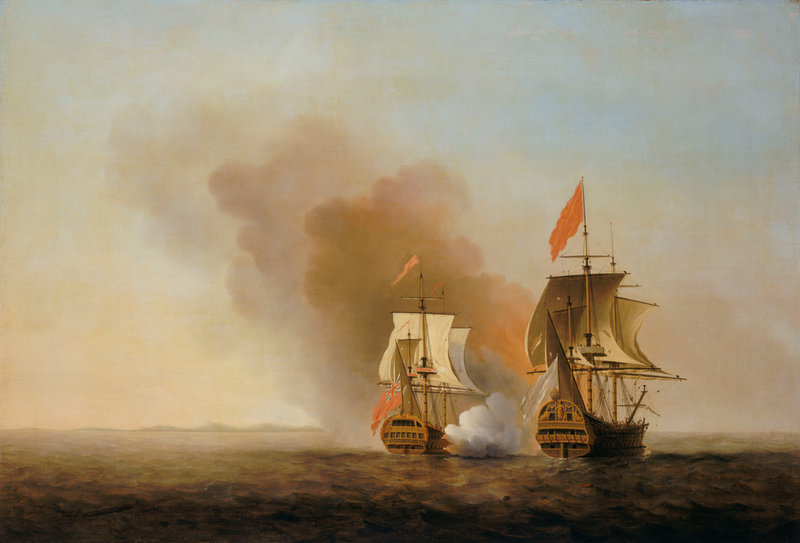
Captura del galeón español «Nuestra Señora de Covadonga» por el británico «Centurión», capitaneado por George Anson, el 20 de junio de 1743, óleo sobre lienzo de Samuel Scott, h. 1772

Samuel Scott (Londres h. 1702-Bath, 21 de octubre de 1772) fue un pintor británico conocido sobre todo por sus marinas.

## Biografía
Nacido en Londres hacia el año 1702, comenzó a pintar alrededor de 1720, especializándose en batallas navales y la representación de puertos. En la década de los años 1740, produjo una serie de pinturas sobre el río Támesis discurriendo por Londres. El pintor William Marlow fue su alumno. Falleció en Bath el 21 de octubre de 1772. Algunas de sus pinturas más celebradas representaban episodios de la Guerra del Asiento. Entre sus alumnos estuvo el pintor de animales Sawrey Gilpin (1733-1807).

## Obras escogidas
- Un arco del viejo puente de Westminster (1750), Tate Galleries, Londres.